# Mufti

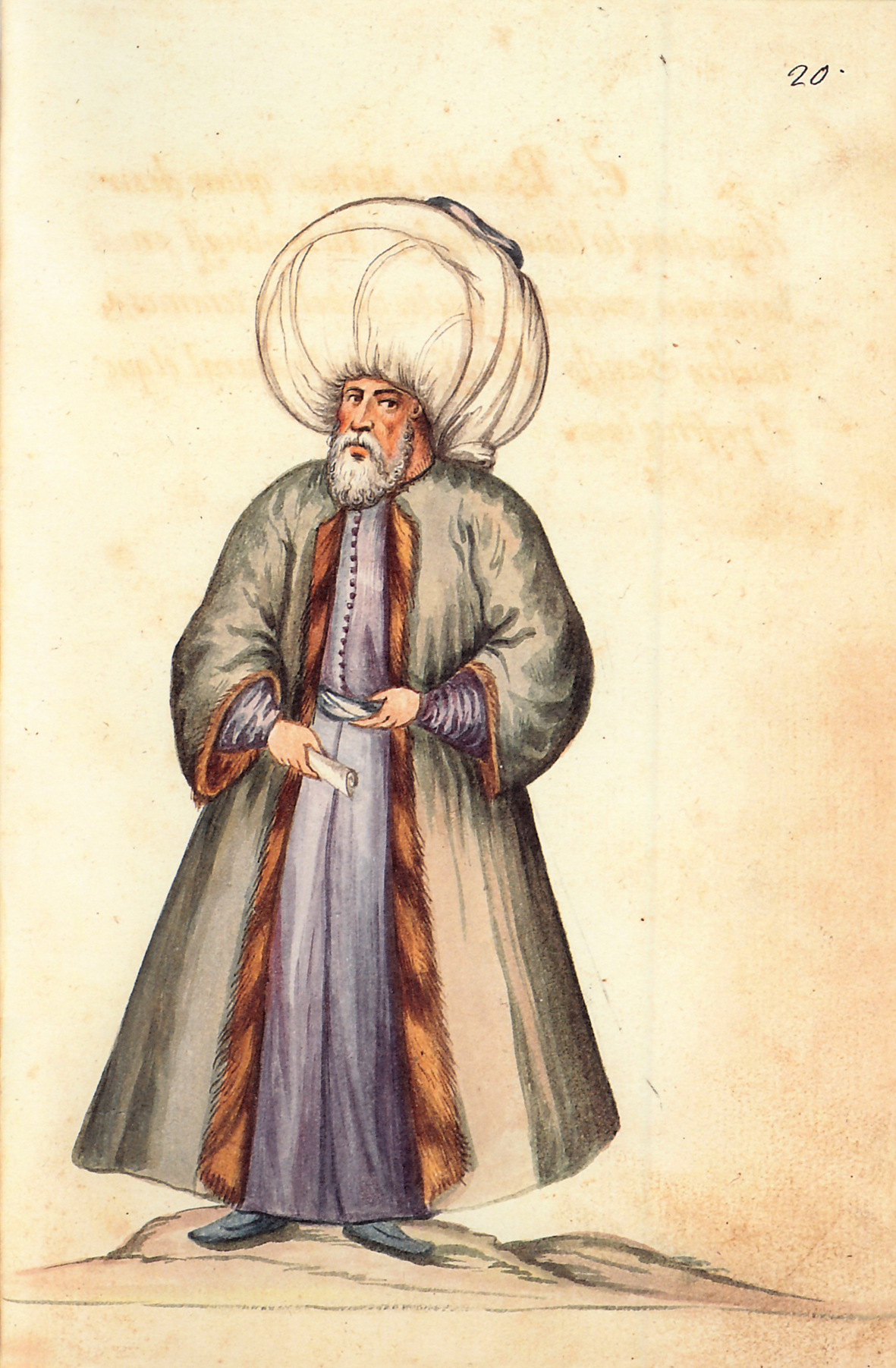
Türkischer Mufti, spanische Zeichnung des 17. Jahrhunderts, Bibliotheca Apostolica Vaticana

Ein Mufti (arabisch المفتي, DMG al-muftī; indet. مفت / muftin) ist ein offizieller Erteiler von islamischen Rechtsgutachten. Der Mufti ist ein Rechtsgelehrter, der ein islamrechtliches Gutachten (Fatwa) über eine Rechtsfrage nach Maßstäben der Rechtswissenschaft „Fiqh“ abgibt und dieses gemäß der von ihm befolgten Rechtsschule schariarechtlich begründet. Vergleichbar mit den iuris prudentes im Römischen Recht spielt der Mufti bei der Gestaltung des islamischen Gesetzes eine entscheidende Rolle. Fatwas können auch von Privatpersonen, manchmal auch Vertretern des Staates – in Schlichtungsverfahren von staatlichem Belang – vom Mufti-Amt eingeholt werden.
Das Amt des obersten Muftis übt der so genannte Großmufti aus. Er leitet eine Zentralinstitution, der mehrere regionale Muftis angehören. Während Muftiate von Muftis geleitet werden, werden die übergeordneten Organisationseinheiten, die Großmuftiate, von Großmuftis geleitet.

## Die Anfänge des Fatwa-Wesens
Schon im Koran sind Hinweise auf rechtliche Fragestellungen und ihre Beantwortung zu finden. Während Fragen in der mekkanischen Periode von Mohammeds Aktivität noch rein theologischer Natur waren (z. B. Sure 79, Vers 42; Sure 20, Vers 105), traten in der medinensischen Periode der Prophetie erste Fragen und ihre Beantwortung im ritualrechtlichen Bereich auf. Die Formel ist fast überall identisch: „Sie fragen dich nach … Sag: … usw.“ So wird der Prophet gefragt, was und in welcher Höhe man spenden soll (Sure 2, Vers 215). Ähnlich fragt man auch, ob es im heiligen Monat erlaubt sei, zu kämpfen (Sure 2, Vers 217). An anderen Koranstellen bedient man sich einer weiteren Formel: „Sie fragen dich um Auskunft über …“; das arabische Verb dazu ist „yastaftuna-ka …“ und ist von derselben Wurzel wie die Worte Fatwa/Mufti/ifta' abgeleitet. Die Rechtsauskunft wird, der Diktion des Korans entsprechend, manchmal von Gott selbst erteilt: „Sag: Gott gibt euch Auskunft darüber …“: Qul: Allahu yuftikum fi … (Sure 4, Vers 127 und Vers 176). Gott und Mohammed sind die Instanzen, an die sich die Muslime der medinensischen Gemeinde bei Problemen und Auseinandersetzungen zu wenden haben:

„Ihr Gläubigen! Gehorcht Gott und dem Gesandten und denen unter euch, die zu befehlen haben [oder: zuständig sind]! Und wenn ihr über eine Sache streitet [und nicht einig werden könnt], dann bringt sie vor Gott und den Gesandten, wenn [anders] ihr an Gott und den jüngsten Tag glaubt.“

## Die Entstehung des Mufti-Amtes nach Mohammed
Die Gestaltung des islamischen Rechts im außerkoranischen Bereich fiel zunächst in die Zuständigkeit des jeweiligen Herrschers, des Kalifen und seiner Statthalter in den Provinzen. Bereits in der Frühzeit des Islam gab es neben der offiziellen Ratgebung im Amt des Kalifen auch private Rechtsratgebung (ifta'). In den Gelehrtenbiographien werden mehrere Gelehrte des späten 7. und des frühen 8. Jahrhunderts als Muftis bezeichnet, die sich durch ihre ratgeberische Tätigkeit im Rechtsleben einen Namen gemacht haben. Der Mufti von Mekka und sein Stellvertreter sind bereits unter den Umayyaden auf Lebenszeit ernannt worden, was mit der Etablierung einer Institution des Rechtslebens einherging, die bis in die Gegenwart Bestand hat. Über die ersten Muftis in Mekka berichtet u. a. Muhammad ibn Saʿd in seinem Klassenbuch; unter ihnen nennt er auch den Koranexegeten Mudschāhid ibn Dschabr und andere.
Im islamischen Spanien des Mittelalters wurden die Gerichtsurteile der islamischen Richter gemäß den Rechtsauskünften der ihnen beigestellten beratenden Rechtsgelehrten (arabisch:faqīh mušāwar; jurisconsulte) gefällt, die somit die Aufgaben des Muftis gegenüber dem Richter erfüllten. Diese Institution existierte spätestens seit Abd ar-Rahman III. Die beratenden Juristen wurden vom Richter als Muftis angerufen. Neben dieser Institutionalisierung der verbindlichen Konsultation gab es in Córdoba auch „freie“ Rechtsgutachter; sie waren aber nur für die Händler, für das Volk auf dem Markt (ahl as-suq) zuständig.
Im Osmanischen Reich setzte die Regierung für jede Provinz einen Mufti ein. Die Institution des Großmuftis an der Spitze der Hierarchie von Ratgebern spielte hier eine wichtige Rolle. Mit dem Titel Şeyh ül-Islam stellte der Mufti bis 1924 die höchste religiös-rechtliche Autorität im Reich dar. In einigen modernen Staaten, deren Staatsreligion der Islam ist, die aber weitgehend säkularisiert sind, besteht das Mufti-Amt weiterhin; die Großmuftis (Mufti der Republik; Mufti des Königreiches von … usw.) werden von der Regierung – Staatsoberhaupt bzw. König – ernannt und sind für die Führung des obersten religiösen Amtes im Land (Dar al-ifta') verantwortlich.
Wie stark die Position des Muftis selbst zur Zeit der Rechtsreform in Ägypten nach europäischem Vorbild noch gewesen ist, zeigt die im Strafgesetzbuch verankerte Bestimmung, der nach ein vom Zivilgericht – und nicht mehr vom Scharia-Gerichtshof – gefälltes Todesurteil erst mit Zustimmung des Muftis und bei Berücksichtigung der Rechtslehre der Hanafiten Rechtskraft hatte.

## Voraussetzungen für das Mufti-Amt
Die islamische Rechtslehre hat mit der Entwicklung und Festigung des Mufti-Amtes im Staatswesen Voraussetzungen definiert, die für die Erfüllung dieses hohen Amtes bis in die Gegenwart hinein notwendig sind:
- Männliches Geschlecht (es gibt allerdings Bestrebungen, diese Regel zu übergehen[11]),
- Zugehörigkeit zur islamischen Religion. Ein Nicht-Muslim kann keine Fatwa erteilen.
- Verstand. Geisteskranke können keine Fatwa erteilen.
- Volljährigkeit.
- Die Fähigkeit, bei der Fatwa-Erteilung Idschtihad anzuwenden.

Die letzte Voraussetzung umschreibt asch-Schafii wie folgt: Kenntnis des Korans, der Abrogation, der Koranauslegung, ferner Kenntnis des Hadith, der Sunna des Propheten, der arabischen Sprache und der kontroversen Rechtsansichten in den Provinzen im Dār al-Islām.
Die Erteilung einer Fatwa ohne ausreichende Kenntnisse betrachtet die Rechtslehre als ein großes Vergehen und beruft sich dabei auf den folgenden Koranvers:

„… und dass ihr gegen Gott etwas aussagt, wovon ihr kein Wissen habt.“

## Die Regeln der Fatwa-Erteilung
Mit der Entwicklung des Fatwa-Wesens entstand eine eigene literarische Gattung, die man Adab al-mufti wal-mustafti أدب المفتي والمستفتي / Adab al-muftī wal-mustaftī / ‚Das gute Benehmen des Muftis und des Ratsuchenden‘ nannte. In diesen Schriften wird dargelegt, welche Arten von Fragen gestellt werden können, ob der Mufti in seiner ratgeberischen Tätigkeit über die eigentliche Fragestellung hinausgehen darf und in welcher Form er die Quellen, die er in seiner Beweisführung verwendet, angeben muss. Im Allgemeinen vertreten die islamischen Gelehrten die Ansicht, dass der Mufti für seine Arbeit weder Lohn noch Geschenke annehmen darf. Seine Aufwandsentschädigungen beschränken sich lediglich auf Papier und Tinte. Die bekannteste Abhandlung über dieses Thema verfasste Ibn Qayyim al-Dschauziya († 1350) gemäß den Regeln der hanbalitischen Rechtsschule.
Im islamischen Westen verfasste Ibn Hazm († 1064) eine Monographie über die Verhaltensregeln der Ratgeber von den Prophetengefährten bis in die späteren Generationen hinein.

## Die Fatwa-Sammlungen
In den ersten Sammlungen der sowohl das ritualrechtliche als auch das profane Leben betreffenden Überlieferungen des 8. Jahrhunderts wird auf konkrete Einzelfälle bezogene Rechtsauskünfte mehrfach hingewiesen. Die Rechtsliteratur überliefert viele Fatwas von den Gründern der islamischen Rechtsschulen aus jener Zeit. Es ist jedoch von Fall zu Fall zu untersuchen, ob die gestellten Fragen und ihre Beantwortung vor dem Hintergrund der tatsächlichen Rechtspraxis entstanden oder lediglich der Rechtstheorie islamischer Juristen zuzuordnen sind. Die Inhalte der islamischen Rechtsgutachten und Beschreibung der Funktionen der Muftis sind bedeutende historischen Quellen zur Untersuchung der doktrinären Entwicklung des islamischen Rechts.
Die praxisbezogene Beratertätigkeit in der Frühzeit kann vor allem in al-Andalus, zur Regierungszeit des oben genannten Abd ar-Rahman III. gut nachgezeichnet werden. Zwar handelt es sich dabei nicht um Mufti-, sondern um Gerichtsakten aus dem Kadi-Amt von Córdoba, dennoch gehen die jeweiligen Rechtsurteile (hukm/ahkam) des Richters auf entsprechende Anweisungen und ratgeberische Tätigkeiten der befragten Muftis zurück. Die älteste dieser Sammlungen, die dann zu einem eigenständigen literarischen Genre führen sollte, stammt von Ibn Sahl al-Qurtubi († 1093), der nach seinen Archivarbeiten auf solche Rechtsgutachten aus dem späten 9. und frühen 10. Jahrhundert zurückgreifen konnte.
Späteren Ursprungs ist die fragmentarische Fatwa-Sammlung, die Abū Hanīfa und seinem Schüler asch-Schaibani zugeschrieben werden; sie stammen aus dem 16. Jahrhundert. Eine weitere Sammlung wird dem Hanafiten Abū l-Laith as-Samarqandī († gegen 983) zugeschrieben; die ältesten Abschriften davon liegen aus dem 12. Jahrhundert vor. Dem Schafiiten al-Qaffal († 1026) wird eine ähnliche Sammlung zugeschrieben, die noch von späteren Generationen der Rechtsschule benutzt worden ist.
Die bekannteste Ratgebertätigkeit im 20. Jahrhundert entwickelte sich auf den Seiten der Zeitschrift al-Manar (Kairo, 1898–1940), wo Raschīd Ridā tagesaktuelle Fragen beantwortete. Diese Fatwas sind in sechs Bänden unter dem Titel „Fatawa al-Imam Muhammad Raschid Rida“ (فتاوى الإمام محمد رشيد رضا / Fatāwā al-Imām Muḥammad Rašīd Riḍā) 1970 in Beirut erschienen.

## Muftiate in Russland und in der Sowjetunion
Im zaristischen Russland wurde 1788 im Zuge der neuen Toleranzpolitik von Katharina II. (1729–1796) die "Orenburger Geistliche Mohammadanische Versammlung" in Ufa geschaffen, die von einem Mufti geleitet wurde. Diese geistliche Versammlung fungierte als Muftiat und wurde nach ihrer zu Anfang der Sowjetzeit erfolgten Schließung im Jahre 1944 wiederbelebt. Daneben wurden 1944 drei weitere Muftiate auf dem Gebiet der Sowjetunion geschaffen, eines in Baku (für die Muslime in Aserbaidschan, Georgien und Armenien), ein weiteres in Buinaksk (für die Muslime des Nordkaukasus) und ein drittes in Taschkent (für Zentralasien und Kasachstan). Der Sitz des nordkaukasischen Muftiats wurde 1973 nach Machatschkala verlegt.
Während somit in der Sowjetunion der Nachkriegsphase nur vier offizielle Muftiate existierten, entstanden in den 1990er Jahren noch zahlreiche weitere Muftiate, und zwar nicht nur in den unabhängig gewordenen Staaten der GUS, sondern auch in den einzelnen Republiken, Regionen und Städten der Russischen Föderation. Gegenwärtig bestehen zwei große rivalisierende Muftiate in der Russischen Föderation, nämlich erstens die Zentrale Geistliche Verwaltung der Muslime Russlands (ZDUM) unter Mufti Talgat Tadschuddin, die sich in der Nachfolge der Orenburger Geistlichen Versammlung sieht, und zweitens die Geistliche Verwaltung Muslime der zentral-europäischen Region Russlands (DUMER) unter Leitung von Mufti Rawil Ismagilowitsch Gainutdin, einem früheren Schüler von Tadschuddin. Er wurde 1996 Vorsitzender des neu geschaffenen Russischen Muftirates, der als Dachorganisation die Autorität aller Muftis der Russischen Föderation repräsentieren soll.

## Redewendung
Die Autorität, die Muftis zeitweise hatten und haben, kann man an der im Französischen, aber auch im Deutschen und Italienischen vorkommenden Redewendung „par ordre du mufti“ erkennen (in deutschsprachigen Texten oft „per Order di Mufti“, „per order mufti“, „per Mufti-Beschluss“ etc.). Gemeint ist hier eine undurchsichtige, von oben herab erlassene Verordnung.